# Saint-Nicolas-du-Chardonnet
Saint-Nicolas-du-Chardonnet är en romersk-katolsk kyrkobyggnad i Paris femte arrondissement. Kyrkan är helgad åt den helige Nikolaus av Myra. Tillnamnet Chardonnet kommer av Clos du Chardonnet, ett tidigare distrikt.
Saint-Nicolas-du-Chardonnet, som härstammar från 1200-talet, byggdes om mellan 1656 och 1763 och gavs då en barockdräkt. Bland arkitekterna återfinns Jacques Lemercier.
Kyrkan används sedan 1977 av Prästbrödraskapet S:t Pius X som där firar mässa enligt tridentinsk rit.